# Aleksandar Dragović
Aleksandar Dragović (født 6. marts 1991 i Wien, Østrig) er en østrigsk fodboldspiller, der spiller som forsvarsspiller for Leicester City, udlejet fra tyske Bayer Leverkusen. 
Dragović har tidligere spillet for Austria Wien, Dynamo Kiev og FC Basel. Han var i 2009 med til at sikre Austria Wien den østrigske pokaltitel.

## Landshold
Dragović har (pr. april 2018) spillet 54 kampe for det østrigske landshold, som han debuterede for den 6. juni 2009 i en VM-kvalifikationskamp mod Serbien. 

## Titler

### Klub
Østrigs Pokalturnering
- 2009 med Austria Wien

Østrig Wien
- Austrian Cup: 2008–09[1]

Basel
- Swiss Super League: 2010–11,[1] 2011–12,[2] 2012–13[3]
- Swiss Cup: 2012[4]

Dynamo Kyiv
- Ukrainian Premier League: 2014–15, 2015–16
- Ukrainian Cup: 2013–14,[1] 2014–15
- Ukrainian Super Cup: 2016

### Individuel
- Swiss Golden Player Award: "Bedste Forsvarer" Arkiveret 1. juni 2013 hos  Wayback Machine 2012[5]
- Europa League team of the group stage: 2012[6]